# Guitar Hero World Tour
Guitar Hero World Tour è il quarto capitolo della serie Guitar Hero, è sviluppato per i principali formati da Neversoft e Vicarious Visions ed è stato pubblicato il 21 novembre 2008 per PC, PlayStation 2, PlayStation 3, Xbox 360 e Wii.

## Sviluppo
Il gioco è stato ufficialmente annunciato da RedOctane nel dicembre 2007; poco dopo vengono registrati i marchi: Guitar Villain, Drum Villain, Keyboard Hero, Drum Hero e Band Hero. Gli analisti prevedono una formula all-inclusive fatta per contrastare il lancio sul mercato del "rivale" Rock Band e difatti così avviene: la parte sviluppata di Drum Hero che inizialmente avrebbe dovuto essere un titolo a sé viene incluso in questo titolo e, successivamente, viene dichiarato il supporto anche per il canto.
Successivamente viene annunciata la possibilità di creare le proprie canzoni grazie ad un apposito editor; l'idea è stata presa dal fatto che la più grande comunità di appassionati del gioco, quella di ScoreHero.com, era solita modificarsi il gioco per aggiungere le canzoni dei propri gruppi preferiti.
Al momento del lancio sorgono parecchie lamentele per via di un discreto quantitativo di periferiche difettose, tanto che la RedOctane pubblica sul sito ufficiale un aggiornamento per la batteria da scaricare tramite cavo midi spedito gratuitamente a chiunque ne facesse richiesta.

## Periferiche
Le periferiche su cui si basa il gioco sono create da Logitech, sono tre e sono riproduzioni di strumenti musicali in chiave semplificata (sono tutti Wireless). Nel dettaglio:
- chitarra/basso: il controller a forma di chitarra utilizzabile anche per le parti di basso riprende la meccanica dei vecchi controller della serie di Guitar Hero (come l'SG Guitar Hero) aggiungendoci però alla base del manico dei tasti a sensibilità di tocco per le parti in tapping denominato "Slider Tattile". Come ulteriore novità c'è la presenza di un tasto appositamente dedicato all'attivazione dello Star Power. La chitarra è dotata di una funzione di autospegnimento per il risparmio energetico e avrà i faceplates intercambiabili.
- microfono: il microfono per cantare è un comune microfono con cavo usb che potete utilizzare semplicemente servendovi di un controller per PS3 o per Xbox 360.
- batteria: è uno strumento-controller che riproduce in plastica una batteria elettronica; ci sono tre supporti che funzionano uno da rullante uno da tom ed uno da timpano, due che si usano per simulare l'hi-hat (meglio noto come charleston) e il crash e infine un pedale per la cassa da azionare con il piede. Il tutto è montato su un supporto pieghevole e il pedale è completamente scollegato dal supporto a cui rimane collegato solo tramite filo; la versione Wii del gioco richiede un WiiMote aggiuntivo da abbinargli da prendere separatamente. Il controller-batteria è wireless ed è dotato di una porta midi che non è un'uscita bensì un ingresso per collegare una batteria elettronica standard e utilizzarla come periferica di gioco (a patto che abbia le uscite midi assegnabili).

### Compatibilità con altri titoli
Le tre case costruttrici dei tre giochi Guitar Hero World Tour, Rock Band 2 e Rock Revolution hanno stretto un accordo per il quale gli strumenti dei tre giochi saranno compatibili tra loro e di conseguenza ogni bundle potrà essere utilizzato con ogni gioco. Attualmente l'accordo è stato stipulato in concordanza con Sony e Microsoft quindi la compatibilità è certa per le versioni Xbox 360, PlayStation 3 e PlayStation 2 mentre per la versione Wii ancora non si sa nulla.
Gli strumenti di questo capitolo di Guitar Hero saranno inoltre compatibili con il primo Rock Band ma quelli del primo Rock Band saranno compatibili con Guitar Hero World Tour solamente su Xbox 360; per PlayStation 3 la compatibilità non è stata annunciata, anche se Sony ha dichiarato che "ci sta lavorando" mentre su Wii è del tutto assente. Dato che la batteria di Rock Band è composta da un elemento in meno rispetto a quella di Guitar Hero World Tour, il team di Neversoft ha studiato un algoritmo che permetta alla sequenza delle note della canzone di adattarsi all'utilizzo di un componente in meno senza stravolgerla troppo.
Per quel che riguarda i microfoni qualunque microfono è compatibile con qualunque piattaforma purché sia usb.
Infine si segnala che tutti i controller dei precedenti Guitar Hero sono utilizzabili con questa nuova iterazione del franchise e che il nuovo controller si può utilizzare con quelli vecchi.

## Il gioco
Il gioco seguendo la strada intrapresa da Rock Band della Harmonix conterrà non solo le parti da suonare di chitarra e basso, ma comprenderà anche batteria e voce. Fanno ritorno le "boss battle" già viste in Guitar Hero III - ovviamente contro nuovi personaggi - ma questa volta sono state semplificate togliendo i power-up tipici delle vecchie sfide puntando tutto sulla miglior esecuzione del brano.
Per il multiplayer è possibile fare la carriera per una band intera e sarà disponibile anche online. È inoltre possibile sfidare un'altra band grazie ad un'apposita modalità denominata Battle of the bands.
Il gioco è ampiamente editabile, permettendo ai giocatori di scegliersi parecchie caratteristiche come colori delle chitarre e adesivi da posizionarci, tatuaggi e vestiti per i personaggi, plettri, logo della band, copertina del disco e altro ancora. L'editor più atteso, però, era quello per creare le canzoni; questo permette di creare i propri brani e poi di condividerli su un apposito canale.

## Editing
Come già segnalato in precedenza, in questo capitolo verrà dato ampio spazio all'editing. Tanto per cominciare sarà presente un editor di personaggi che permetterà di creare i propri membri definendone gli aspetti più svariati come capigliatura, tatuaggi o face painting; in secondo luogo si darà ampio spazio alla musica: non solo sarà possibile creare canzoni tramite la riproduzione di uno studio virtuale (per tutte le parti strumentali ma non per la voce, per evitare infrazioni di copyright) ma si potrà anche sincronizzare gli effetti speciali dell'esibizione con determinate parti del brano a propria scelta. Il gioco permetterà inoltre di creare la copertina del proprio singolo.
Le canzoni create dai giocatori saranno condivise su GHTunes, un canale online appositamente creato sul quale i giocatori potranno condividere i propri brani, scaricare quelli creati dagli altri gratuitamente e assegnare un eventuale feedback; sarà inoltre possibile effettuare delle votazioni per decidere la migliore canzone di ogni settimana e la migliore in assoluto.
Sempre per evitare infrazioni di copyright Activision ha già annunciato che attuerà una forma di controllo sui contenuti creati dagli utenti, impedendo così che cadano ugualmente nel divieto (ad esempio non si potranno riprodurre le musiche di altri videogiochi).

## Special guests
Come già accaduto nel precedente capitolo, il gioco prevede la partecipazione "virtuale" di alcuni personaggi famosi del mondo della musica; in questo capitolo sono:
- Billy Corgan: leader degli The Smashing Pumpkins; il gruppo era già apparso in Guitar Hero III: Legends of Rock con il brano Cherub Rock. Nella carriera canta e suona il brano Today nel concerto "Bone Churc" in Polonia. Completando il brano nella carriera della band (almeno due giocatori) sarà disponibile come personaggio giocabile senza bisogno di acquistarlo.
- Zakk Wylde: presente sia in qualità di chitarrista di Ozzy Osbourne che come leader dei suoi Black Label Society è anch'esso un personaggio noto al pubblico della serie, sia perché i Black Label Society erano presenti in Guitar Hero con la canzone Fire It Up - era la prima canzone dei brani bonus -, sia perché la sua Gibson Les Paul personalizzata è fin dall'inizio della serie una delle chitarre sbloccabili all'interno del gioco. In questo gioco compare nel concerto "Swamp Shak" in Louisiana dove canta e suona il brano Stillborn e (solo nella carriera da chitarra) è il primo ad affrontare il giocatore in un duello tra chitarre. Ritorna negli ultimi due concerti come chitarrista della band nei brani con voce maschile. È disponibile come personaggio acquistabile nel negozio dopo averlo battuto nel suo duello tra chitarre.
- Hayley Williams: cantante dei Paramore, ha prestato il suo volto per il gioco nella canzone Misery Business nel concerto "Amoeba Records" a Los Angeles. Ritorna negli ultimi due concerti come cantante femminile della band. È disponibile come personaggio acquistabile nel negozio dopo aver completato il suo brano nella carriera da cantante.
- Sting: voce e basso dei The Police, partecipa al gioco insieme al brano Demolition Man nel concerto "Will Heilm's Keep" in Inghilterra. Ritorna negli ultimi due concerti come bassista della band. È disponibile come personaggio acquistabile nel negozio dopo aver completato Demolition Man nella carriera del basso. I Police erano già comparsi in Guitar Hero II con Message in a Bottle e in Guitar Hero: Rocks the 80s con Synchronicity II.
- Travis Barker: ha partecipato alla realizzazione del videogioco poco prima di avere un incidente aereo. Oltre a figurare nella tracklist del gioco con i Blink-182 recentemente riuniti, figura anche sul negozio online con un pacchetto di tre canzoni acquistabili contenenti un altro brano dei Blink-182, uno dei +44 e un terzo brano non suo ma risuonato da lui. Nella carriera compare nel concerto "Rock Brigade" nel Pacifico con il brano Dammit!. Ritorna negli ultimi due concerti come batterista della band. È disponibile come personaggio acquistabile nel negozio dopo aver completato Dammit! nella carriera della batteria. Piccola curiosità: nonostante Travis Barker abbia partecipato ad una sessione di motion capture per poter replicare sé stesso all'interno del gioco, le animazioni dei batteristi generati casualmente dal gioco durante le partite "normali" -cioè senza special guest- non sono state realizzate con lui, bensì con Stewart Copeland, batterista dei The Police; lo si può vedere anche all'interno del videogioco stesso in uno dei video di backstage intervistato insieme allo stesso Sting.
- Ted Nugent: anch'egli è presente in questo capitolo; ha già compiuto alcune comparse nella serie (nel gioco Guitar Hero Aerosmith è presente la sua canzone Cat Scratch Fever). Nella carriera compare nel concerto "Strutter's Farm" nel Kentucky con il brano Stranglehold e (solo nella carriera della chitarra) con una battaglia tra chitarre contro il giocatore. Ritorna negli ultimi due concerti come chitarrista della band nelle canzoni con voce femminile. È disponibile come personaggio acquistabile nel negozio dopo averlo battuto nella sua battaglia tra chitarre.
- Ozzy Osbourne: storica voce dei Black Sabbath, nel gioco figura con due brani della sua altrettanto fortunata carriera solista, ovvero Crazy Train e Mr. Crowley che vengono eseguite nel concerto "Ozzfest" in Germania. Ritorna negli ultimi due concerti come cantante maschile della band. È disponibile come personaggio acquistabile nel negozio dopo aver completato l'Ozzfest nella carriera da cantante. In passato era già comparso nelle tracklist di tutti i precedenti Guitar Hero con gli stessi Sabbath con Iron Man su Guitar Hero e da solista con Bark at the Moon, War Pigs su Guitar Hero II e Paranoid su Guitar Hero III: Legends of Rock. Quest'ultima versione ritorna in Guitar Hero: Warriors of Rock in una versione live in collaborazione con i Metallica.
- Jimi Hendrix: chitarrista dei The Jimi Hendrix Experience, è presente nel gioco con The Wind Cries Mary e Purple Haze (live) nel concerto "AT&T Park" a San Francisco; già apparso nella serie con Spanish Castle Magic nel primo della serie. Sono presenti nel negozio online altri suoi brani ma il suo avatar non è giocabile al di fuori dei suoi essi (probabilmente perché essendo mancino non impugnerebbe la chitarra correttamente).

## Tracklist
| Tracce                            | Artista                            |
| --------------------------------- | ---------------------------------- |
| About a Girl (Unplugged)          | Nirvana                            |
| Aggro                             | The Enemy                          |
| American Woman                    | The Guess Who                      |
| Antisocial                        | Trust                              |
| Are You Gonna Go My Way           | Lenny Kravitz                      |
| Assassin                          | Muse                               |
| B.Y.O.B.                          | System of a Down                   |
| Band on the Run                   | Wings                              |
| Beat It                           | Michael Jackson                    |
| Beautiful Disaster                | 311                                |
| Crazy Train                       | Ozzy Osbourne                      |
| Dammit                            | Blink-182                          |
| Demolition Man (Live)             | Sting                              |
| Do It Again                       | Steely Dan                         |
| Escuela de Calor                  | Radio Futura                       |
| Everlong                          | Foo Fighters                       |
| Eye of the Tiger                  | Survivor                           |
| Feel the Pain                     | Dinosaur Jr.                       |
| Float On                          | Modest Mouse                       |
| Freak on a Leash                  | Korn                               |
| Go Your Own Way                   | Fleetwood Mac                      |
| Good God                          | Anouk                              |
| Hail to the Freaks                | Beatsteaks                         |
| Heartbreaker                      | Pat Benatar                        |
| Hey Man, Nice Shot                | Filter                             |
| Hollywood Nights                  | Bob Seger & The Silver Bullet Band |
| Hot for Teacher                   | Van Halen                          |
| Hotel California                  | Eagles                             |
| The Joker                         | Steve Miller Band                  |
| Kick Out the Jams                 | Wayne Kramer                       |
| The Kill                          | Thirty Seconds to Mars             |
| L'Via L'Viaquez                   | The Mars Volta                     |
| La Bamba                          | Los Lobos                          |
| Lazy Eye                          | Silversun Pickups                  |
| Livin' on a Prayer                | Bon Jovi                           |
| Love Me Two Times                 | The Doors                          |
| Love Removal Machine              | The Cult                           |
| Love Spreads                      | The Stone Roses                    |
| Misery Business                   | Paramore                           |
| Monsoon                           | Tokio Hotel                        |
| Mountain Song                     | Jane's Addiction                   |
| Mr. Crowley                       | Ozzy Osbourne                      |
| Never Too Late                    | The Answer                         |
| No Sleep till Brooklyn            | Beastie Boys                       |
| Nuvole e lenzuola                 | Negramaro                          |
| Obstacle 1                        | Interpol                           |
| On the Road Again                 | Willie Nelson                      |
| One Armed Scissor                 | At the Drive-In                    |
| One Way or Another                | Blondie                            |
| Our Truth                         | Lacuna Coil                        |
| Overkill                          | Motörhead                          |
| Parabola                          | Tool                               |
| Pretty Vacant                     | Sex Pistols                        |
| Prisoner of Society               | The Living End                     |
| Pull Me Under                     | Dream Theater                      |
| Purple Haze (Live)                | Jimi Hendrix                       |
| Ramblin' Man                      | The Allman Brothers Band           |
| Re-Education (Through Labor)      | Rise Against                       |
| Rebel Yell                        | Billy Idol                         |
| Rooftops (A Liberation Broadcast) | Lostprophets                       |
| Santeria                          | Sublime                            |
| Satch Boogie                      | Joe Satriani                       |
| Schism                            | Tool                               |
| Scream Aim Fire                   | Bullet for My Valentine            |
| Shiver                            | Coldplay                           |
| Some Might Say                    | Oasis                              |
| Soul Doubt                        | NOFX                               |
| Spiderwebs                        | No Doubt                           |
| Stillborn                         | Black Label Society                |
| Stranglehold                      | Ted Nugent                         |
| Sweet Home Alabama (Live)         | Lynyrd Skynyrd                     |
| The Middle                        | Jimmy Eat World                    |
| The One I Love                    | R.E.M.                             |
| The Wind Cries Mary               | Jimi Hendrix                       |
| Today                             | Smashing Pumpkins                  |
| Too Much, Too Young, Too Fast     | Airbourne                          |
| Toy Boy                           | Stuck in the Sound                 |
| Trapped Under Ice                 | Metallica                          |
| Up Around the Bend                | Creedence Clearwater Revival       |
| Vicarious                         | Tool                               |
| VinterNoll2                       | Kent                               |
| Weapon of Choice                  | Black Rebel Motorcycle Club        |
| What I've Done                    | Linkin Park                        |
| You're Gonna Say Yeah             | HushPuppies                        |

### Canzoni aggiuntive
Come per Rock Band anche in Guitar Hero World Tour è possibile scaricare canzoni aggiuntive sotto forma di canzoni sfuse, pacchetti di canzoni o riproposizione di interi album.
Death Magnetic, il nono album in studio dei Metallica (pubblicato il 12 settembre 2008) è già disponibile per il gioco ed è scaricabile anche per Guitar Hero III: Legends of Rock dallo stesso giorno in cui è uscito nei negozi di dischi. A dicembre invece come "regalo di natale" è stato aggiunto anche l'album Dig Out Your Soul degli Oasis.

## Accoglienza
La rivista Play Generation lo classificò come il terzo miglior gioco party del 2008.